# Achada do Cedro Gordo
Achada do Cedro Gordo é um sítio povoado da freguesia de São Roque do Faial, Município de Santana, ilha da Madeira. Aqui existe, desde cerca de 1980, uma capela cujo orago é São João Baptista. Em tempos existiu aqui uma escola primária, extinta cerca de 1990.A Achada do Pau Bastião, um dos lugares deste sítio, é por vezes confundida com a Achada do Cedro Gordo.

## Património
- Capela São João Baptista (1965)